# Багча-дарваза
Багча-дарваза (узб. Bogʻcha darvoza) — северные ворота хивинской цитадели Ичан-Кала. Были построены в XIX веке.
В настоящее время входит в список материального культурного наследия Узбекистана республиканского значения. Входит в список всемирного культурного наследия как часть исторической части города Хива.

## История
Багча-дарваза являются симметричным сооружением в крепостной стене Ичан-кала. Продолговатая проезжая часть перекрыта двумя куполами, основанными на четырёх продольных и поперечных арках и ложно сферических парусах. На поперечных осях куполов размещаются по сторонам квадратные купольные помещения караульных и таможни с нишами во всю ширь под купольном. Северные помещения соединены проходами с полыми внутри двухэтажными фасадными башнями, фланкирующими прямоугольный широкий проезд, образованный в плоскорельефной арке с заложенным щипцом.
Южный фасад ворот, обращенный к Ичан-кале, менее представителен, хотя и аналогичен по композиции, он уменьшен по размерам, ревак отсутствует. В отличие от Таш-Дарваза, лестницы ведущие к верхней части ворот, выступают из южных углов башен и расположены по их бокам, глубоко внутри стены Ичан-Кала.
Ворота в первоначальном виде имели размер 18,0х16,0 метров, а в высоту достигали 8,5 метров. Ворота украшают шесть куполов, которые одинаковой формы и размера.
Над аркой входного портала ворот построено два больших купола, рядом с воротами располагались торговые лавки. Вход в ворота в виде арки. Фасад ворот лишен декора, оштукатурены внутри и оставлены в кирпичной кладке, с затиркой швов ганчем снаружи. Единственным украшением служат горизонтальные пояса из шлифованного кирпича, поставленного на ребро на башнях.
В Багча-дарваза несколько раз проводили реконструкцию. Впервые в советское время в 1959—1960 годах и в годы независимости Узбекистана в 1997 году.